# Belgische gemeenteraadsverkiezingen 1890
De Belgische gemeenteraadsverkiezingen van 1890 vonden plaats op zondag 19 oktober 1890.
De gemeenteraden van alle 2.596 Belgische gemeenten werden gedeeltelijk verkozen. De raadsleden worden verkozen voor een termijn van zes jaar, maar de raad wordt elke drie jaar voor de helft herverkozen (twee series). Het meerderheidsstelsel gold, met een tweede ronde (ballotage) wanneer onvoldoende kandidaten een meerderheid halen. Dit was de laatste verkiezing onder dat systeem.

## Uitslagen
De vier grootste steden Brussel, Antwerpen, Gent, Luik en de Brusselse voorsteden blijven in liberale handen.
In Leuven kwamen 3875 van de 4305 ingeschreven kiezers stemmen (90%). Liberaal Leopold Vander Kelen blijft burgemeester.
De steden Brugge, Kortrijk, Mechelen, Sint-Truiden, Aalst, Oudenaarde, Veurne, Ronse, Roeselare, Turnhout en Dendermonde blijven in katholieke handen.
In Lokeren, waar de liberalen het stadsbestuur in handen hadden sinds 20 jaar, winnen de katholieken. Katholiek Prosper Thuysbaert wordt burgemeester ter opvolging van liberaal Karel Beuckel.